# Garray
Garray je obec nacházející se v provincii Soria v Kastilii a Leónu ve Španělsku.

## Dějiny
Na území Garray se nachází archeologické naleziště Numantie. Je známé svou rolí v keltiberských válkách.

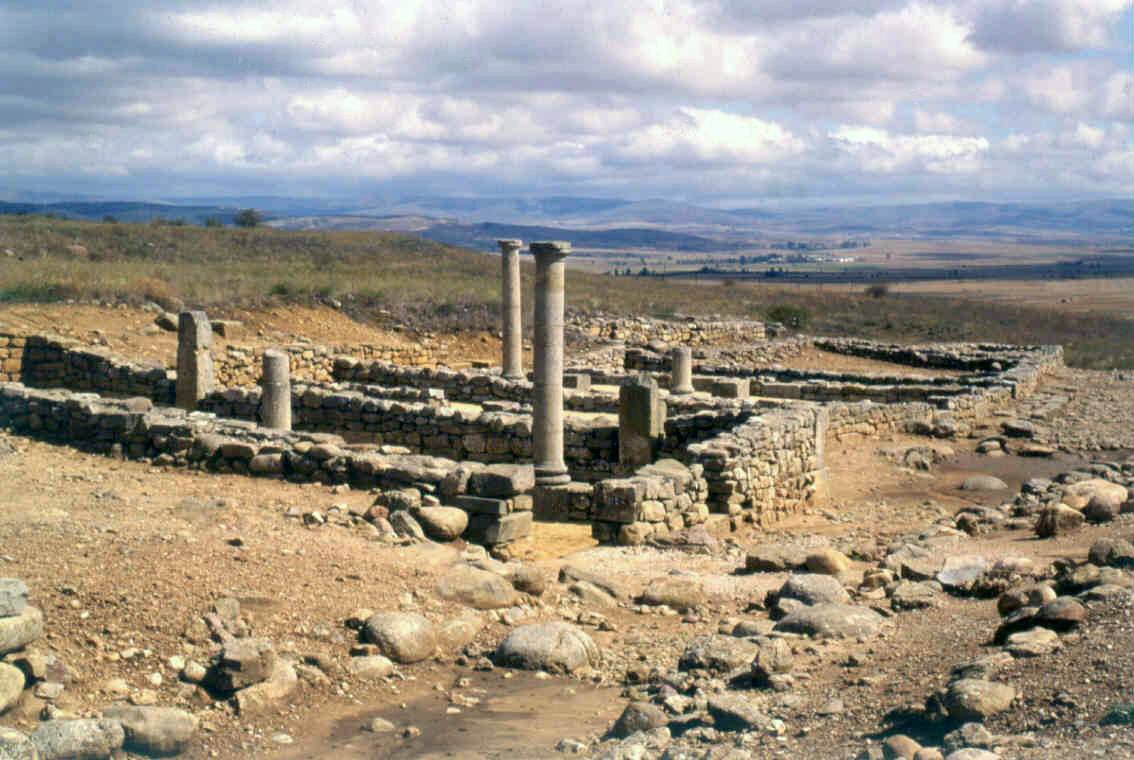